# Goalball-Bundesliga 2014
Die Goalball-Bundesliga 2014 war die zweite Austragung der höchsten deutschen Spielklasse im Goalball. In ihr wurde zwischen dem 1. Februar und dem 14. Juni 2014 der 24. deutsche Goalballmeister ermittelt. Nach Saisonende stand die SSG Blindenstudienanstalt Marburg an der Tabellenspitze und wurde somit zum zehnten Mal deutscher Meister. Torschützenkönig wurde Reno Tiede vom Rostocker GC Hansa mit 49 Toren.

## Teilnehmende Mannschaften
| Stadt               | Mannschaft                            |
| Chemnitz            | BFV Ascota Chemnitz                   |
| Chemnitz            | BFV Ascota Chemnitz II                |
| Dortmund            | ISC Viktoria Kirchderne               |
| Königs Wusterhausen | SSV Blindenschule Königs Wusterhausen |
| Marburg             | SSG Blindenstudienanstalt Marburg     |
| Neukloster          | VfL Blau-Weiß Neukloster              |
| Nürnberg            | BVSV Nürnberg                         |
| Rostock             | Rostocker GC Hansa                    |

## Spielübersicht
| Datum                 |                                       | Ergebnis | !Austragungsort                                      |
| --------------------- | ------------------------------------- | -------- | ---------------------------------------------------- |
| 01.02.2014, 10:30 Uhr | SSG Blindenstudienanstalt Marburg     | 12:20    | BFV Ascota Chemnitz \|\|Marburg                      |
| 01.02.2014, 11:30 Uhr | ISC Viktoria Kirchderne               | 00:10    | BFV Ascota Chemnitz II \|\|Marburg                   |
| 01.02.2014, 12:30 Uhr | BFV Ascota Chemnitz                   | 11:10    | VfL Blau-Weiß Neukloster \|\|Marburg                 |
| 01.02.2014, 13:30 Uhr | SSG Blindenstudienanstalt Marburg     | 12:60    | BFV Ascota Chemnitz II \|\|Marburg                   |
| 01.02.2014, 14:30 Uhr | BFV Ascota Chemnitz                   | 10:00    | ISC Viktoria Kirchderne \|\|Marburg                  |
| 01.02.2014, 15:30 Uhr | VfL Blau-Weiß Neukloster              | 06:16    | BFV Ascota Chemnitz II \|\|Marburg                   |
| 08.03.2014, 10:30 Uhr | BFV Ascota Chemnitz II                | 04:12    | SSV Blindenschule Königs Wusterhausen \|\|Chemnitz   |
| 08.03.2014, 11:30 Uhr | BFV Ascota Chemnitz                   | 12:20    | Rostocker GC Hansa \|\|Chemnitz                      |
| 08.03.2014, 12:30 Uhr | SSV Blindenschule Königs Wusterhausen | 12:20    | BVSV Nürnberg \|\|Chemnitz                           |
| 08.03.2014, 13:30 Uhr | BFV Ascota Chemnitz II                | 8:9      | Rostocker GC Hansa \|\|Chemnitz                      |
| 08.03.2014, 14:30 Uhr | BFV Ascota Chemnitz                   | 11:60    | BVSV Nürnberg \|\|Chemnitz                           |
| 08.03.2014, 15:30 Uhr | Rostocker GC Hansa                    | 6:7      | SSV Blindenschule Königs Wusterhausen \|\|Chemnitz   |
| 08.03.2014, 16:30 Uhr | BFV Ascota Chemnitz                   | 15:60    | BFV Ascota Chemnitz II \|\|Chemnitz                  |
| 05.04.2014, 10:30 Uhr | ISC Viktoria Kirchderne               | 00:10    | BVSV Nürnberg \|\|Dortmund                           |
| 05.04.2014, 11:30 Uhr | SSG Blindenstudienanstalt Marburg     | 10:70    | Rostocker GC Hansa \|\|Dortmund                      |
| 05.04.2014, 12:30 Uhr | BVSV Nürnberg                         | 2:2      | SSG Blindenstudienanstalt Marburg \|\|Dortmund       |
| 05.04.2014, 13:30 Uhr | Rostocker GC Hansa                    | 12:90    | BVSV Nürnberg \|\|Dortmund                           |
| 05.04.2014, 14:30 Uhr | ISC Viktoria Kirchderne               | 06:15    | SSG Blindenstudienanstalt Marburg \|\|Dortmund       |
| 03.05.2014, 10:30 Uhr | SSV Blindenschule Königs Wusterhausen | 13:60    | VfL Blau-Weiß Neukloster \|\|Königs Wusterhausen     |
| 03.05.2014, 11:30 Uhr | BVSV Nürnberg                         | 12:70    | BFV Ascota Chemnitz II \|\|Königs Wusterhausen       |
| 03.05.2014, 12:30 Uhr | SSV Blindenschule Königs Wusterhausen | 11:70    | BFV Ascota Chemnitz \|\|Königs Wusterhausen          |
| 03.05.2014, 13:30 Uhr | VfL Blau-Weiß Neukloster              | 02:12    | BVSV Nürnberg \|\|Königs Wusterhausen                |
| 14.06.2014, 11:00 Uhr | VfL Blau-Weiß Neukloster              | 02:12    | Rostocker GC Hansa \|\|Neukloster                    |
| 14.06.2014, 12:00 Uhr | ISC Viktoria Kirchderne               | 01:11    | SSV Blindenschule Königs Wusterhausen \|\|Neukloster |
| 14.06.2014, 13:00 Uhr | VfL Blau-Weiß Neukloster              | 04:14    | SSG Blindenstudienanstalt Marburg \|\|Neukloster     |
| 14.06.2014, 14:00 Uhr | Rostocker GC Hansa                    | 11:10    | ISC Viktoria Kirchderne \|\|Neukloster               |
| 14.06.2014, 15:00 Uhr | SSG Blindenstudienanstalt Marburg     | 11:20    | SSV Blindenschule Königs Wusterhausen \|\|Neukloster |
| 14.06.2014, 16:00 Uhr | VfL Blau-Weiß Neukloster              | 11:10    | ISC Viktoria Kirchderne \|\|Neukloster               |

## Abschlusstabelle
| Pl. | Mannschaft                            | Sp. | S | U | N | Tore    | Diff. | Punkte |
| --- | ------------------------------------- | --- | - | - | - | ------- | ----- | ------ |
| 1.  | SSG Blindenstudienanstalt Marburg (M) | 7   | 6 | 1 | 0 | 076:290 | +47   | 19     |
| 2.  | SSV Blindenschule Königs Wusterhausen | 7   | 6 | 0 | 1 | 068:370 | +31   | 18     |
| 3.  | BFV Ascota Chemnitz                   | 7   | 5 | 0 | 2 | 068:380 | +30   | 15     |
| 4.  | Rostocker GC Hansa (N)                | 7   | 4 | 0 | 3 | 059:490 | +10   | 12     |
| 5.  | BVSV Nürnberg (N)                     | 7   | 3 | 1 | 3 | 053:460 | +7    | 10     |
| 6.  | BFV Ascota Chemnitz II (N)            | 7   | 2 | 0 | 5 | 057:660 | −9    | 06     |
| 7.  | VfL Blau-Weiß Neukloster              | 7   | 1 | 0 | 6 | 032:790 | −47   | 03     |
| 8.  | ISC Viktoria Kirchderne               | 7   | 0 | 0 | 7 | 009:780 | −69   | 0      |

Farblegende:

Bei Punktgleichheit entschieden über die Tabellenplatzierung:
1. der direkte Vergleich,
2. die Tordifferenz,
3. die Anzahl der erzielten Tore,
4. ein Entscheidungsspiel.

## Torschützenliste
| Platz | Name             | Mannschaft                        | Tore |
| 1.    | Reno Tiede       | Rostocker GC Hansa                | 49   |
| 2.    | Michael Feistle  | SSG Blindenstudienanstalt Marburg | 38   |
| 3.    | Lars Geithner    | BFV Ascota Chemnitz II            | 31   |
| 4.    | Martin Burkhardt | BFV Ascota Chemnitz               | 29   |
| 5.    | Thomas Steiger   | BVSV Nürnberg                     | 27   |

Beste Torschützin war Swetlana Otto von der SSG Blindenstudienanstalt Marburg mit 24 Toren.